# Peltaria
Peltaria é um género botânico pertencente à família Brassicaceae.